# Data-Pop Alliance
Data-Pop Alliance é uma organização sem fins lucrativos fundada pela Iniciativa Humanitária Harvard, o MIT Media Lab e o Overseas Development Institute. Emmanuel Letouzé é diretor e co-fundador e Alex Pentland é diretor acadêmico. Suas áreas de pesquisa incluem políticas públicas, desigualdade, privacidade, criminalidade, mudanças climáticas e direitos humanos.
A Data-Pop Alliance é parceira da Parceria Global das Nações Unidas para Dados de Desenvolvimento Sustentável e das Parcerias do Curso de Aprendizado e Treinamento em Desenvolvimento Sustentável. Além disso, é parceira do United Nations System Staff College no contexto da Agenda 2030.